# 순응도 (생리학)
순응도(compliance, 유순도, 탄성)는 경벽압(transmural pressure, 벽경유 압력)이 증가함에 따라 속이 빈 기관(혈관)이 팽창하고 부피를 증가시키는 능력 또는 팽창 또는 압축 힘을 가할 때 원래 크기로 반동을 저항하는 속이 빈 기관의 경향이다. 이는 "탄성"의 역수이므로, 탄성은 팽창하거나 압축하는 힘이 제거될 때 속이 빈 기관이 원래 크기로 움츠러드는 경향을 측정한 것이다.

## 같이 보기
- 뻣뻣함#순응도
- 폐 순응도
- 경폐압 (transpulmonary pressure)
- 되튐 (유변학)
- 픽의 확산 법칙
- 전기적 탄성(electrical elastance)
- 탄성
- 탄성 되튐(elastic recoil)
- 반작용
- 심박출량
- 층밀림 변형력(shear stress, 전단 응력)
- 층밀림 힘(shear force, 전단력)
- 빈트케셀 효과 (Windkessel effect, 윈드케슬 효과, 윈드케셀 효과)
- 평균 동맥압